# 舌先から恋
『舌先から恋』（したさきからこい）は、百瀬あんによる漫画作品。デジタルBL誌『comic marginal&h』（双葉社）にてvol.14（2022年1月21日発売）から連載を開始し、vol.19まで連載されたのち、同誌のリニューアルに伴い『Chillche』（同）のVol.1（2023年3月17日発売）より連載中。
ケーキバースの世界観を用いたボーイズラブ作品。第1巻は、チルシェコミックスのリニューアル後第1弾作品として発売された。電子版を合わせた単行本の累計発行部数は30万部を突破している。

## あらすじ
「フォーク」は世間からは犯罪者予備軍と言われており、達成は学校でもそれを隠して生きてきた。ある日、達成は事故に遭いそうな稔世を助けた際、口に入った汗を甘いと感じたことから、彼が「ケーキ」であることに気づく。助けた礼として、稔世は屋上で達成の「食事」に付き合う関係となる。

## 登場人物
声はアニメ・ドラマCD共通。
達成（たつなり）
声 - 中島ヨシキ
フォーク。学校ではフォークであることを隠して過ごしている。
稔世（なるせ）
声 - 松岡禎丞
ケーキ。寡黙な図書委員で、達成の後輩。

## 書誌情報
- 百瀬あん 『舌先から恋』 双葉社〈チルシェコミックス〉、既刊3巻（2025年7月18日現在）
  1. 2023年3月10日発売[6]、ISBN 978-4-575-38131-3
    - （ドラマCD付き特装版）同日発売[7]、ISBN 978-4-575-38132-0

  2. 2024年5月20日発売[8]、ISBN 978-4-575-38170-2
    - （ドラマCD付き特装版）同日発売[9]、ISBN 978-4-575-38171-9

  3. 2025年7月18日発売[10]、ISBN 978-4-575-38215-0
    - （描き下ろし32p小冊子ボイス付き特装版）同日発売[11]、ISBN 978-4-575-38216-7

## Webアニメ
単行本1巻の発売に合わせ、2023年3月10日より3週連続金曜にYouTubeにて短編アニメが配信された。2024年5月20日からは、2巻の発売に合わせ第2弾が3週連続月曜に配信された。

### スタッフ
- 原作 - 百瀬あん
- 監督・SDデザイン - よしとも
- 音響制作 - ビットグルーヴプロモーション
- アニメーション制作 - AQUAARIS